# Quercus fernowii
Quercus fernowii är en bokväxtart som beskrevs av William Trelease. Quercus fernowii ingår i släktet ekar, och familjen bokväxter. Inga underarter finns listade.